# Lekaryds församling
Lekaryds församling var en församling i Växjö stift, belägen i Alvesta kommun. Församlingen uppgick 2010 i Alvesta församling.
Församlingskyrka är Lekaryds kyrka.

## Administrativ historik
Församlingen har medeltida ursprung.
Församlingen var före 1 maj 1924 moderförsamling i pastoratet Lekaryd och Aringsås, därefter annexförsamling i pastoratet Aringsås (från 1945 Alvesta), Lekaryd och Härlöv. Från 1962 var den annexförsamling i pastoratet Alvesta, Lekaryd, Härlöv och Hjortsberga med Kvenneberga. Församlingen uppgick 2010 i Alvesta församling.
Församlingskod var 076402.